# Amilaza
Amilaza je enzim koji katalizira hidrolizu škroba u šećere. Tako iz amilopektina, amiloze, glikogena i njihovih hidroliziranih produkat nastaju jednostavniji šećeri (disaharidi, trisaharidi).
U ljudskom tijelu amilaze nastaju u acinusnim stanicama gušterače i žlijezda slinovnica. Iz žlijezda amilaze se luče u probavni sustav gdje razgrađuju složene spojeve u jednostavne kako bi se mogli apsorbirati iz probavnog sustava u krvotok. Određen vrste biljaka, gljiva i bakterija proizvode amilaze.
Amlilaze se klasificiraju u:
- alfa-amilaze - α-amilaze razgrađuju dugolančane ugljikohidrate pri čemu iz amiloze nastaju maltotrioza i maltoza, a iz amilopektina glukoza. Ljudske amilaze stvorene u slinovnicana i gušterači spadaju u alfa-amilaze. Alfa-amilaze nalazimo kod životnja te nekih biljaka, gljiva i bakterija.
- beta-amilaze - β-amilaze s nereducirajućeg kraja molekula polisaharida, hidrolizira drugu α(1-4)glikozidnu vezu, pri čemu nastaju dvije molekule maltoze; nalazimo je kod bakterija, gljiva i biljaka; tijekom dozrijevanja polodova, β-amilaza razgrađuje škrob u maltozu (zbog čega zrelo voće ima slatki okus)
- gama-amilaze - γ-amilaze razgrađuju α(1–6)glikozidnu vezu kao i α(1–4)glikozidnu vezu na nereducirajućem kraju amiloze i amilopektina, pri čemu nastaje glukoza.

## Upotreba

### Fermentacija
Alfa i beta amilaze važnu su proizvodnji piva i alkoholnih pića nastalih fermentacijom iz šećera hidroliziranih od škroba.

### Medicina
U medicini vrijednosti amilaza u krvi pomažu u dijagnosticiranju bolesti. Vrijednosti amilaza u krvotoku mogu biti povišene u slučaju bolesti kao što su npr. upala gušterače (pankreatitis), ulkusna bolest, opstrukcija crijeva, tromboza mezenterijalnih krvnih žila, zaušnjaci (mumps).

## Povijest
Godine 1831., Erhard Friedrich Leuchs (1800–1837) opisao je hidrolizu škroba slinom zbog prisutnosti enzima kojeg je nazvao ptijalin (amilaza). Moderna povijest enzima započela je 1833. kada su francuski kemičari Anselme Payen i Jean-François Persoz izolirali kompleks amilaza iz ječma i nazvali ga dijastaza.
Godine 1862. Alexander Jakulowitsch Danilewsky (1838–1923) odvojio je u gušteračinom soku amilaze od tripsina.